# Love Is Dead (singolo Kerli)
Love Is Dead è il primo singolo della cantante estone Kerli, registrato nel 2007 e pubblicato esclusivamente negli Stati Uniti nel dicembre del 2007. È stato estratto dall'omonimo album di debutto della cantante Love Is Dead.

## Il video
Il video, diretto da Josh Mond, mostra Kerli nei panni di un'anziana donna di novantanove anni (come affermato dalla cantante in un'intervista) che, man mano che avanza nel canto, ringiovanisce, perdendo ben presto tutte le peculiarità della vecchiaia (rughe, capelli canuti).
Al termine del video, dopo 3 minuti e 34 secondi, la cantante assume infine le sue reali sembianze (quella di una giovane di ventuno anni), oltre a due inverosimili ali di farfalla. Nel corso del clip si susseguono sullo sfondo scene autunnali nel corso della vecchiaia, sostituite da fiori appena sbocciati e animali primaverili una volta raggiunta la giovinezza.
In un'intervista, Kerli ha affermato di non aver gradito lo sfondo paesaggistico proiettato alle sue spalle nel corso del video, preferendo esclusivamente una parete bianca. Il regista giustificò la propria scelta, avvertendo la mancanza di colori nel clip. Il risultato finale è stato in ogni modo apprezzato dalla cantante.
Il video presenta affinità col singolo Earth Intruders della cantante islandese Björk.

## Classifiche
| Classifica (2008)      | Posizione massima |
| ---------------------- | ----------------- |
| Estonian Singles Chart | 4                 |